# Гра (фільм, 2008)
«Гра», або «Особливості національного футболу» — художній фільм Олександра Рогожкіна знятий в 2008 році.

## Сюжет
Росія несподівано виграла право провести Чемпіонат світу з футболу 2018 року. Збірна Росії сенсаційно виходить у фінал і готується до фінальної зустрічі з противником. У фільмі уривками транслюється шлях росіян до фіналу турніру і обривками показується фінальний матч. На тренувальній базі працюють різні люди — тренери, лікарі, журналісти, адміністратори, сторожа й навіть прибиральниці. Саме від них залежатиме результат фінальної гри і від самої збірної. Всі вони беззавітно віддані футболу.
Але от на базі починають відбуватися дивні, а часом і курйозні події. Так, вибуває з ладу найкращий форвард збірної Сергій Воронін, що завдає серйозного удару по команді. Хтось хоче витягти свою вигоду з того, що відбувається, хтось допомогти. Головні герої намагаються розібратися в подіях. І тут починається фінальний матч. Всі погляди прикуті до екранів. Росіяни повинні зуміти витримати ці випробування і перемогти, незважаючи ні на які перешкоди.

## У ролях
- Юрій Степанов — Михайло Дмитрович Дзвонов, старший адміністратор
- Данило Страхов — Азіс, підприємець
- Артем Волобуєв — Коля Касаткін, помічник старшого адміністратора
- Любов Львова — Маша, прибиральниця-філолог
- Кирило Пирогов — Олег Павлович Кузьмін, технічний директор
- Наталія Суркова — Віра Павлівна
- Олексій Булдаков — Ернест Карлович, сторож спортивної бази
- Артур Ваха — Віктор Петрович, масажист
- Ігор Старилов — Ваня
- Павло Горожанкін — Митя
- Олександр Лимарєв — Циба, воротар
- Віктор Бабич — головний тренер
- Юрій Іцков — Сергій Данилович, парламентер
- Михайло Крилов — капітан Гусь
- Дмитро Паламарчук — Сергій Воронін
- Руслан Смирнов — Вася, співробітник ДАІ
- Володимир Стержаков — лікар швидкої допомоги
- Федір Горбунов — епізод
- Вадим Померанцев — начальник охорони
- Павло Шуваєв — байкер
- Антон Ескін — епізод
- Андрій Каверін — Ніколаєв
- Петро Катрага — Загосткін
- Марія Сімакіна — епізод
- Пак Хек Су — Самурай

## Цікаві факти
- Зйомки проводилися на стадіоні «Локомотив» в Москві.
- Противника збірної Росії не названо, однак, судячи за кольорами футболок, це або Німеччина, або Румунія. Також на табло було видно останні букви країни — «… mania».
- За збігом Росія в реальності подала заявку на чемпіонат світу на початку 2009 року, а 2 грудня 2010 виграла право проведення. Однак у дні зйомки про подачу заявки майже не йшлося.